# Chrysotus obscuripes
Chrysotus obscuripes är en tvåvingeart som beskrevs av Zetterstedt 1838. Chrysotus obscuripes ingår i släktet Chrysotus och familjen styltflugor. Arten är reproducerande i Sverige. Inga underarter finns listade i Catalogue of Life.